# Палажченко, Леонид Иванович
Леонид Иванович Палажченко (укр. Леонід Іванович Палажченко; 10 августа 1934, Ромны, Черниговская область, Украинская ССР, СССР — 1 декабря 1993, Киев, Украина) — советский украинский партийный и государственный деятель. Первый секретарь Волынского (1979—1984) и Черниговского (1984—1990) обкомов КП Украины. Кандидат экономических наук (1972).

## Биография
Родился 10 августа 1934 в городе Ромны Черниговской области Украинской ССР (ныне город в составе Роменской городской общины Роменского района Сумской области Украины).

### Образование
В 1949—1953 гг. — студент Роменского техникума механизации сельского хозяйства.
Окончил Украинскую сельскохозяйственную академию.
В 1972 в Киеве в Украинском НИИ экономики и организации сельского хозяйства имени А. Г. Шлихтера Южного отделения Всесоюзной академии сельскохозяйственных наук имени В. И. Ленина защитил диссертацию на соискание учёной степени кандидата экономических наук. Тема диссертации: «Развитие и совершенствование производственного типа скотоводческо-льно-картофелеводческих колхозов: на примере колхозов Черниговского Полесья».

### Трудовая деятельность
В 1953—1955 годах служил в Советской армии.
С 1955 года работал мастером, преподавателем училища механизации сельского хозяйства.
С 1959 года — первый секретарь Роменского райкома комсомола в Сумской области, ответорганизатор ЦК ЛКСМ Украины. Член КПСС c 1960 года.
С 1961 года — первый секретарь Черниговского обкома комсомола.
С января 1966 по октябрь 1978 года — первый секретарь Черниговского райкома КП Украины.
Благодаря Л. И. Палажченко за довольно непродолжительное время произошли кардинальные изменения в ведении хозяйства в Черниговском районе. Большое внимание он уделял вопросам повышения продуктивности грунтов и скота. Одному из первых Черниговскому району было присвоено звание района высокой культуры земледелия. Район вышел на достаточно высокие рубежи — в картофелеводстве, свиноводстве, зерновом хозяйстве. Особенно бурное развитие коснулось животноводства.
Указом Президиума Верховного Совета СССР от 24 декабря 1976 года за выдающиеся успехи, достигнутые во Всесоюзном социалистическом соревновании, проявленную трудовую доблесть в выполнении планов и социалистических обязательств по увеличению производства и продажи государству сельскохозяйственных продуктов в 1976 году Палажченко Леониду Ивановичу присвоено звание Героя Социалистического Труда с вручением ордена Ленина и золотой медали «Серп и Молот».
С 1978 года — секретарь Волынского обкома Компартии Украины.
С 1979 года — первый секретарь Волынского обкома КП Украины.
С 1984 года — первый секретарь Черниговского обкома КП Украины.
За время его работы на этом посту в Черниговской области памятны следующие события: в городе Чернигов были сооружены подземные переходы (1984—1985), открыт Мемориал Славы (1986), создан Черниговский театр для детей и молодежи (1988), открыт Дворец торжественных событий (1988); в посёлке городского типа Седнев Черниговского района образовано научно-производственное объединение «Чернигов-элиткартофель» (1985); построен новый мост через Десну возле села Шестовица Черниговского района (1986); проведен Первый республиканский фестиваль кобзарского искусства в селе Сокиринцы Сребнянского района (1988); открыт музей «Слова о полку Игореве» в городе Новгород-Северский (1989).
Депутат ВС УССР 10-го созыва. Член ЦК КПУ.
Депутат Совета Союза ВС СССР 11-го созыва (1984—1989) от Сосницкого избирательного округа Черниговской области.
Был фигурантом Колбасной революции. В 1990 переехал в Киев, работал научным сотрудником Института земледелия Украинской академии сельхознаук.
Скончался 1 декабря 1993. Похоронен в Киеве на Байковом кладбище.

## Деятельность
За время его работы на этом посту на Черниговщине памятны следующие события:
- в Чернигове: сооружены подземные переходы (1984—1985); открыт Мемориап Славы (1986); создан Черниговский театр для детей и молодёжи (1988); открыт Дворец торжественных событий (1988);
- в Седневе образовано научно-производственное объединение «Чернигов-элиткартофель» (1985);
- построен новый мост через Десну возле Шестовицы Черниговского района (1986);
- проведён Первый республиканский фестиваль кобзарского искусства в Сокиринцах Сребнянского района (1988);
- открыт музей «Слова о полку Игореве» в Новгороде-Северском (1989).

## Награды
- Герой Социалистического Труда
- Орден Ленина